# Universally Speaking
Universally Speaking е сингъл на американската рок група Ред Хот Чили Пепърс. Това е петият издаден сингъл от албума By the Way. Песента е включена и в албума Live in Hyde Park.
Видеоклипът към песента включва Дейв Шеридан, който участва и във видеото към By the Way. Той се опитва да върне забравена от Антъни Кийдис книга в неговото такси. Книгата е Lexicon Devil, която е биография на пънк музиканта Дарби Краш от The Germs. Клипът е режисиран от Дик Рюд, който режисира и Catholic School Girls Rule.